# 包鞘隐子草
包鞘隐子草（学名：Cleistogenes kitagawae var. foliosa）为禾本科隐子草属下的一个变种。产内蒙古、甘肃、河北、山东等省区；生于山坡、林缘、灌丛。模式标本采自内蒙古百灵庙。
本种为良好牧草，家畜喜采食。